# Pere Rocamora Pacheco
Pere Rocamora Pacheco, conegut esportivament com a Periche, (Coix, 28 d'abril de 1922 - Barcelona, 5 de gener de 2012) fou un futbolista valencià de la dècada de 1940.

## Trajectòria
Era un davanter que jugava d'extrem esquerre, amb capacitat golejadora i gran regatejador. Físicament duia un bigoti que recordava a l'actor Errol Flynn. Jugà a diversos clubs alacantins, com el Crevillent Esportiu o l'Alacant CF, fins que l'any 1942 fou fitxat per l'Hèrcules CF, club on jugà durant cinc temporades a un alt nivell, la darrera d'elles a primera divisió.
L'abril de 1947 fou traspassat al FC Barcelona, fitxant per quatre temporades. Jugà la Copa el tram final de la temporada 1946-47. La temporada següent només disputà cinc partits de lliga, competició que el club acabaria guanyant. La temporada 1948-49 no comptà per l'entrenador blaugrana Enrique Fernández Viola i el febrer de 1949 fou cedit al CE Alcoià. La següent temporada retornà al Barça, però el novembre de 1949 rescindí el seu contracte amb el club, fitxant pel CE Sabadell, a Segona Divisió. El 1950 ingressà al Reial Múrcia CF, que jugava a Primera aquella temporada. A continuació defensà els colors de diversos clubs de les comarques alacantines, l'Orihuela Deportiva, novament CE Alcoià i Elx CF, on penjà les botes.

## Palmarès
- Lliga espanyola:
  - 1947-48